# Timans och rättfärdigheten
Timans och rättfärdigheten är en roman av Eyvind Johnson utgiven 1925.
Den var författarens andra utgivna bok och hans första publicerade roman. Den handlar om en fabrikörssons fadersuppror.